# Lolita (película de 1997)
Lolita es una película dirigida por Adrian Lyne, protagonizada por Jeremy Irons y Dominique Swain estrenada en 1997. La película es una adaptación de la novela homónima de Vladimir Nabokov. Esta novela ya había sido llevada al cine anteriormente por Stanley Kubrick en 1962 también con el nombre de Lolita.

## Argumento
El profesor Humbert Humbert (Jeremy Irons) acepta un puesto en la universidad de Beardsley, antes de eso tiene todo un verano para mudarse, por lo que decide irse a vivir a un pequeño pueblo llamado Ramsdale donde visita por cortesía la casa de Charlotte Haze (Melanie Griffith) quien le ofrece alojamiento, Charlotte es madre de una bella niña de 12 años llamada Dolores "Lolita" Haze (Dominique Swain) que se asemejaba al viejo amor de la infancia de Humbert, Annabel y éste se obsesiona con Lolita. 
Charlotte se enamora de él y finalmente se casan. Para Humbert, era la única forma de seguir estando cerca de Lolita a quien unos días antes había mandado a un campamento de verano para inmediatamente enviarla a un internado católico. Luego, su madre, descubre un diario que Humbert mantenía oculto, donde describía el desprecio arraigado que le tenía a ella y narraba el amor que tenía por "Lo", por lo que decide dejarlo e irse con su hija, quien se encontraba en un campamento para niñas, pero muere inmediatamente después en un accidente de tránsito. Debido a eso, Humbert decide ir a buscar a Lolita al campamento de verano, pero no le cuenta que su madre ha muerto. De esta forma, Humbert y Lolita realizan un viaje de vacaciones.
Durante el viaje Humbert le dice a Lolita que su madre había fallecido, y a pesar de eso Lolita continua con él porque "no tiene a ningún otro lugar a dónde ir". Humbert se da cuenta de que les sigue un hombre y sospecha que es policía, pero la realidad es que el hombre también está interesado en Lolita. Este hecho provoca los celos de Humbert y en ocasiones la creencia de que él estaba imaginando todo.
Después de un largo viaje, Humbert y Lolita se establecen en Beardsley, donde él finalmente asume como profesor en la universidad y Dolores "Lolita" asiste a un colegio religioso para chicas. La relación entre ambos es cada vez más tensa debido a los celos del profesor y al hecho de que Lolita no se siente atraída por él y sólo tenían relaciones sexuales si él le ofrecía algo a cambio; Lolita planeaba escapar con el dinero que Humbert le daba. 
Humbert se debate entre la paradójica situación de ser su padrastro y también su amante. Tras una fuerte discusión en la que él la golpea y ella se escapa gritándole "asesino", Lolita vuelve y le propone emprender un segundo viaje, ambos motivados por distintas razones: la de Humbert arreglar la relación, y la de Lolita seguir el plan propuesto por el perseguidor, el supuesto policía que ya había contactado con ella para traicionar a Humbert. Una noche, Lolita se enferma gravemente y Humbert la deja internada en un hospital, al día siguiente, se entera de que el perseguidor, haciéndose pasar por un tío de ella, se la ha llevado. Humbert inicia entonces una investigación a lo largo del país, pero sin fruto alguno, lo que lo deja sumido en una enorme depresión y soledad.
Años después llega una carta de Lolita pidiéndole ayuda económica. Humbert acude con el dinero, pero con la firme convicción de recuperarla y saber quién era el hombre que la había alejado de él, para así poder matarlo. Una vez que llega a la nueva casa de Lolita, la encuentra casada y embarazada. Ella le cuenta lo que pasó desde que se separaron: se escapó con Clare Quilty, un dramaturgo vinculado al mundo del cine pornográfico infantil, el mismo que les perseguía y a quien Humbert creía era un policía, pero ella lo abandonó cuando él le pidió que sea partícipe de sus filmes pornográficos.
Después de eso, Lolita conoció y se casó con otro hombre llamado Dick. Humbert le pide a Lolita que se vaya con él nuevamente pero ella lo rechaza, aun así él le da una fuerte suma de dinero como ayuda económica y se despide definitivamente, entonces va tras el dramaturgo Quilty y lo mata tras un breve forcejeo y persecución, Humbert lo encuentra en su finca y le da muerte tras una serie de propuestas vanas de parte del dramaturgo a Humbert. 
Finalmente Humbert se deja arrestar y es llevado a la cárcel por este crimen apesarado finalmente de haberle robado su infancia a Lolita, él fallece en el presidio ese mismo año de una trombosis coronaria y en la Navidad siguiente Lolita fallece al dar a luz a un mortinato.

## Elenco
- Jeremy Irons como Humbert Humbert.
- Dominique Swain como Dolores “Lolita” Haze.
- Melanie Griffith como Charlotte Haze.
- Frank Langella como Clare Quilty.
- Pat Pierre Perkins como Louise, la criada.
- Emma Griffiths Malin como Annabel Lee, novia de la infancia de Humbert.
- Erin J. Dean como Mona, amiga de Lolita.

## Premios y nominaciones

### National Board of Review
| Año  | Categoría      | Receptor    | Resultado |
| ---- | -------------- | ----------- | --------- |
| 1998 | Mejor película | Adrian Lyne | Ganador   |

### Asociación de Críticos de Cine de Chicago
| Año  | Categoría                  | Receptor        | Resultado |
| ---- | -------------------------- | --------------- | --------- |
| 1999 | Mejor actuación revelación | Dominique Swain | Nominada  |

### Premios MTV Movie
| Año  | Categoría  | Receptor                     | Resultado |
| ---- | ---------- | ---------------------------- | --------- |
| 1999 | Mejor Beso | Jeremy Irons Dominique Swain | Nominado  |